# Pałac Czterdziestu Kolumn
Pałac Czterdziestu Kolumn (pers. چهل ستون, Czehel Sotun) – zespół pałacowo-ogrodowy w Isfahanie, zbudowany w połowie XVII wieku za panowania Abbasa II. Nazwa pochodzi od odbijających się w wodzie lustrzanej sadzawki 20 kolumn głównego pawilonu. W Pałacu Czterdziestu Kolumn safawidzcy władcy przyjmowali zagranicznych posłów, po 1668 roku pałac był też siedzibą szaha Sulejmana.

## Historia
Uważa się, że kompleks pałacowy pochodzi z 1614. Odkryta w 1949 inskrypcja stanowi jednak, że obiekt został ukończony w 1647 pod czujnym okiem Abbasa II. Obecny wygląd pałacu jest wynikiem przebudowy w XVIII wieku po pożarze, który dotknął budowlę w 1706.
16-metrowe kolumny, dawniej malowane i pozłacane, przewieszano płótnem, spryskiwanym wodą różaną, aby nawonić powietrze ogrodu. Ściany głównego pawilonu pokryte były ornamentami z lustrzanego szkła sprowadzanego z Wenecji.
Obecnie w pałacu mieści się muzeum, w którym wystawione są safawidzkie zabytki ceramiczne i metalurgiczne oraz tekstylia. Zachowały się tu też malowidła z XVII i XVIII wieku. Prace na odsłonięciem obrazów były sponsorowane przez Istituto Italiano per il Medio ed Estremo Oriente z Rzymu. Kompozycje przedstawiają krajobraz, kwitnące drzewa, ptaki i jelenia, jak również dworskie sceny biesiadne.
W 2011 obiekt wpisano wraz z kilkoma innymi ogrodami perskimi w Iranie na listę światowego dziedzictwa kulturalnego UNESCO.